# 2014年ソチオリンピックのグルジア選手団
2014年ソチオリンピックのグルジア選手団（2014ねんソチオリンピックのグルジアせんしゅだん）は、2014年2月7日から23日までロシアのソチで開催された2014年ソチオリンピックグルジア（現在の呼称はジョージア）選手団の名簿。グルジアは2014年2月時点でロシアとの国交を断絶していたため、ボイコットすべきとの意見もあったが、政府は最終的に参加を決定し、無事選手団が派遣されることとなった。

## 選手団
- 人員: 選手 4人
- 開会式旗手: ニーノ・ツィクラウリ

## アルペンスキー
- イアソン・アブラマシヴィリ

男子大回転 (途中棄権)
男子回転 (22位、1:53.37)
- アレックス・ベニアイゼ

男子大回転 (途中棄権)
男子回転 (途中棄権)
- ニーノ・ツィクラウリ

女子大回転 (49位、2:55.34)
女子回転 (途中棄権)

## フィギュアスケート
- エレーネ・ゲデヴァニシヴィリ

女子個人 (19位、147.15)